# 부산시 무
부산시 무는 대한민국의 옛 국회의원 선거구이다. 당시 경상남도 부산시의 일부 지역을 관할했다.

## 역사
1950년 제2대 국회의원 선거를 앞두고 부산부 정 선거구가 개편되면서 신설되었다.
1957년 1월, 부산시에 구제가 실시되었다. 이에 부산시 무에 해당하는 지역에 영도구가 설치되었다. 이로 인해 제4대 국회의원 선거를 앞두고 부산시 영도구 갑, 부산시 영도구 을 선거구로 분리되면서 폐지되었다.

## 역대 국회의원
| 선거   | 정당 | 정당           | 의원   |
| ------ | ---- | -------------- | ------ |
| 1950년 |      | 무소속         | 최원봉 |
| 1952년 |      | 대한노동총연맹 | 전진한 |
| 1954년 |      | 자유당         | 이영언 |

## 역대 선거 결과

### 대한민국 제2대 국회의원 선거
|  | 33.97% |

|  | 23.10% |

|  | 19.46% |

|  | 8.05% |

|  | 5.07% |

|  | 3.43% |

|  | 2.97% |

|  | 1.26% |

|  | 1.12% |

|  | 0.78% |

|  | 0.73% |

|  | 0% |

### 1952년 대한민국 재보궐선거
최원봉 의원의 사망으로 인해 치러진 1952년 대한민국 재보궐선거에서 대한노동총연맹의 전진한 후보가 당선되었다.

### 대한민국 제3대 국회의원 선거
|  | 38.89% |

|  | 36.57% |

|  | 8.03% |

|  | 4.98% |

|  | 4.04% |

|  | 3.13% |

|  | 2.75% |

|  | 1.56% |